# Battaglia di Stratton
La battaglia di Stratton fu una battaglia della campagna sud-orientale della Guerra civile inglese. Combattuta il 16 maggio 1643, la conseguente vittoria per Hopton confermò il controllo realista sulla Cornovaglia e distrusse l'esercito da campo del Parlamento nel Devon.

## Preludio
I Realisti cornovallesi di Sir Ralph Hopton stavano avanzando nel Somerset per riunirsi al Principe Maurizio. Deciso a fermarli, Henry Grey, conte di Stamford, schierò il suo esercito in attesa su una collina a mezzo miglio a nord di Stratton. Hopton, pur essendo superato di numero due a uno, sapeva però che Stamford era privo del grosso della sua cavalleria (avendola inviata in precedenza, il 15 maggio, a conquistare la città di Bodmin al comando di Sir George Chudleigh) e decise di approfittarne attaccando il nemico.

## La battaglia
Il 16 maggio prima dell'alba, Hopton divise il suo esercito in quattro colonne di 600 uomini e due cannoni, tenendo i cavalli di riserva. Sperando di sorprendere l'esercito di Stamford, le quattro colonne avanzarono da quattro direzioni diverse intorno alle cinque del mattino.
All'ultimo momento, però, l'attacco venne scoperto dai Parlamentaristi e perse il vantaggio della sorpresa. Nelle otto ore successive i due schieramenti si affrontarono da vicino con grande durezza. Quando le truppe realiste cominciarono a scarseggiare di munizioni, i picchieri repubblicani comandati dal Maggiore Generale James Chudleigh caricarono il reggimento di Sir Bevil Grenville. Grenville e le sue truppe furono travolte, ma i moschettieri realisti di Sir John Berkeley fecero una controcarica spezzando lo slancio dei Repubblicani e ricacciandoli sulla collina.
Contro ogni probabilità le truppe realiste cominciarono ad avanzare e fra le tre e le quattro del pomeriggio raggiunsero la cima della collina. A quel punto Hopton lasciò andare la cavalleria che travolse gli uomini di Stamford mettendoli in fuga. 300 Repubblicani persero la vita in battaglia e 1 700 caddero prigionieri.

## Conseguenze
Il Maggiore Generale James Chudleigh fu preso prigioniero. Accusato di tradimento da Stamford, passò subito dalla parte dei Realisti. Il Conte di Stamford si ritirò a Barnstaple e poi ad Exeter, scaricando le responsabilità della sconfitta su Chudleigh. Il fratello di quest'ultimo, Sir George, abbandonò allora Bodmin con la sua cavalleria e si ritirò nel Devon.